# Olivia Dunne
Olivia Paige „Livvy“ Dunne (* 1. Oktober 2002 in Westwood, New Jersey) ist eine US-amerikanische Turnerin und Influencerin.

## Karriere
Dunne wuchs in Hillsdale, New Jersey auf und lebt aktuell in Baton Rouge, Louisiana.

### Sport
Dunne schloss sich 2020 dem Team der LSU Tigers an. In der Saison 2020–21 turnte sie in jedem Wettkampf der regulären Saison am Stufenbarren. Ihr NCAA-Debüt gab sie in einem Wettkampf gegen Arkansas mit einer Wertung von 9,875.
In der darauffolgenden Saison turnte Dunne wieder bei allen Wettkämpfen der regulären Saison am Stufenbarren und turnte auch fünfmal am Boden. Beim Eröffnungswettkampf gegen Centenary erreichte sie mit 9,925 am Stufenbarren ihren Karrierehöchstwert.
Im April 2025 kündigte Dunne ihren Rückzug vom Leistungssport an.

### Medien
2023–24 wurde Dunne gemeinsam mit anderen Sportlern der LSU Tigers in der Dokuserie The Money Game: LSU porträtiert.
Dunne hat 8 Mio. Follower auf TikTok und 5,3 Mio. auf Instagram. Im Juli 2023 enthüllte Dunne, dass sie mehr als 500.000 US-Dollar für einen einzigen Social-Media-Beitrag im Internet erhalten hatte.